# Recensement des États-Unis de 1790
Le recensement des États-Unis de 1790 est le premier recensement de la population des États-Unis, lancé le 2 août 1790. Le pays comptait alors 3 929 214 habitants. Pour l'État du Vermont, le recensement ne se tient qu'en 1791, soit après l'adhésion de la république du Vermont aux États-Unis.

## Catégories de recensement
Le recensement de 1790 ne reconnait que deux catégories, les Blancs et les Noirs, divisées de la façon suivante,, :
- Blancs
  - Hommes blancs libres de 16 ans ou plus
  - Hommes blancs libres de moins de 16 ans
  - Femmes blanches libres
- Noirs
  - Esclaves
  - Toutes autres personnes libres

## Résultats
| District                | Blancs                   | Blancs                    | Blancs    | Noirs            | Noirs    | Total     |
| District                | Hommes de 16 ans ou plus | Hommes de moins de 16 ans | Femmes    | Personnes libres | Esclaves | Total     |
| ----------------------- | ------------------------ | ------------------------- | --------- | ---------------- | -------- | --------- |
| Caroline du Nord        | 69 988                   | 77 506                    | 140 710   | 4 975            | 100 572  | 393 751   |
| Caroline du Sud         | 35 576                   | 37 722                    | 66 880    | 1 801            | 107 094  | 249 073   |
| Connecticut             | 60 523                   | 54 403                    | 117 448   | 2 808            | 2 764    | 237 946   |
| Delaware                | 11 783                   | 12 143                    | 22 384    | 3 899            | 8 887    | 59 096    |
| Maryland                | 55 915                   | 51 339                    | 101 395   | 8 043            | 103 036  | 319 728   |
| Géorgie                 | 13 103                   | 14 044                    | 25 739    | 398              | 29 264   | 82 548    |
| Massachusetts           | 95 453                   | 87 289                    | 190 582   | 5 463            | 0        | 378 787   |
| New Jersey              | 45 251                   | 41 416                    | 83 287    | 2 762            | 11 423   | 184 139   |
| New Hampshire           | 36 086                   | 34 851                    | 70 160    | 630              | 158      | 141 885   |
| État de New York        | 83 700                   | 78 122                    | 152 320   | 4 654            | 21 324   | 340 120   |
| Pennsylvanie            | 110 788                  | 106 948                   | 206 363   | 6 537            | 3 737    | 434 373   |
| Rhode Island            | 16 019                   | 15 799                    | 32 652    | 3 407            | 948      | 68 825    |
| Virginie                | 110 936                  | 116 135                   | 215 046   | 12 866           | 292 627  | 747 610   |
| Vermont                 | 22 435                   | 22 328                    | 40 505    | 271              | 0        | 85 425    |
| Maine                   | 24 384                   | 24 748                    | 46 870    | 538              | 0        | 96 540    |
| Kentucky                | 15 154                   | 17 057                    | 28 922    | 114              | 12 430   | 73 677    |
| Territoire du Sud-Ouest | 6 271                    | 10 277                    | 15 365    | 361              | 3 417    | 35 691    |
| Total                   | 807 094                  | 791 850                   | 1 541 263 | 59 166           | 694 264  | 3 929 214 |

| Rang | Ville                            | État             | Habitants |
| ---- | -------------------------------- | ---------------- | --------- |
| 1    | New York                         | État de New York | 33 131    |
| 2    | Philadelphie                     | Pennsylvanie     | 28 522    |
| 3    | Boston                           | Massachusetts    | 18 320    |
| 4    | Charleston                       | Caroline du Sud  | 16 359    |
| 5    | Baltimore                        | Maryland         | 13 503    |
| 6    | Northern Liberties Township (en) | Pennsylvanie     | 9 913     |
| 7    | Salem                            | Massachusetts    | 7 921     |
| 8    | Newport                          | Rhode Island     | 6 716     |
| 9    | Providence                       | Rhode Island     | 6 380     |
| 10   | Marblehead                       | Massachusetts    | 5 661     |
| 10   | Southwark (en)                   | Pennsylvanie     | 5 661     |